# マジェスティックトゥエルブ
『マジェスティックトゥエルブ』（Majestic Twelve: Space Invaders Part IV、海外版タイトル『Super Space Invaders '91）』はタイトーから1990年にリリースされたアーケードゲーム。固定画面シューティングゲームで、スペースインベーダーシリーズの第4作目に当たる。
タイトルは当時UFO関連の書物やテレビ番組等で話題となっていたアメリカの秘密文書MJ-12に由来する。
前作「リターン オブ ザ インベーダー」は外注で、独自デザインのインベーダーが前面に出されていたが、本作は再びタイトー自身が制作したため、タイトーオリジナルのインベーダーも多用されている。

## ゲームのルール
8方向レバー、2ボタン（ショット、アイテム）で自機を操作し、徐々に画面下に迫ってくるインベーダーを撃墜する。オリジナルのスペースインベーダーと異なりインベーダーの移動パターンは種類によって様々であり、時々画面上部を横切るUFOを撃墜すると様々な効果のある強化アイテムを入手できる。自機の耐久力が0の状態でインベーダーの攻撃に当たるか、インベーダーが最下段まで降りてきて自機と接触すると機数が減ることになる（前作までと異なり、インベーダーが砲台の位置まできても機数が残っていればゲームオーバーにはならない）。
1ゾーン3ラウンド構成で全12ゾーン。同社の『ダライアス』と同様にゾーン終了時に二択で次に攻略するゾーンをプレイヤーが選択する形式となっており、5つのゾーンをクリアするとエンディングとなる。ただし、どんどん分岐が広がっていった『ダライアス』とは異なり、本作は途中から分岐が収束していき最終面も一種類だけである（登場するボスキャラはルートによって二種類）。
各ゾーンの最後には巨大なボスが登場し、ボスを倒すと牛をさらいに来るUFOを撃墜するボーナスステージが始まる（宇宙人が牛をさらうというキャトル・ミューティレーションが元ネタ）。また、1人プレイ専用設定と2人同時プレイ設定の時では9面のボーナスステージが違う。

## アイテム
カッコ内はゲーム中に出現するアイテムカプセルに書いてあるアルファベット。
アーム（A）
一定時間、アーム（スペースインベーダーのトーチカに相当）が出現し、敵の攻撃を避けるための障害物となる。
デストロイビーム（D）
画面いっぱいに広がって大量のインベーダーを撃墜する誘導ビームを発射。弾数は2発。
ファイアーフラワー（F）
画面の広範囲に広がる渦巻状のビームを発射。弾数は1発。
ハイパーレーザー（H）
オーロラ状に横に広がるビームを発射して、一番下の段のインベーダーをまとめて攻撃。撃つタイミングによっては2列攻撃や全滅も可能。弾数は2発。
バスターレーザー（L）
貫通するレーザービームを発射して縦一列のインベーダーを一気に殲滅する。ゲージが消えるまでの一定時間発射できる。
プレイヤーパワーアップ（P）
プレイヤー機の通常弾の連射性能がアップする。制限時間はないが、ダメージを受けるとパワーダウンする。
シールド（S）
プレイヤー機の耐久力が1増える。
タイムストップ（T）
画面中央に巨大な蝶が登場し、一定時間インベーダーと敵弾の動きがストップする。

## 移植作品
海外版
『Super Space Invaders '91』のタイトルでAmiga版、マスターシステム版、Super Nintendo Entertainment System（スーパーファミコン）版が発売されているが日本では未発売。
PlayStation Portable版
2005年5月12日発売のスペースインベーダー ポケットに収録。日本国内ではこれが初移植となる。
PlayStation 2版
2005年7月28日発売のタイトーメモリーズ 上巻に収録。